# Mara Pinheiro
Mara Pinheiro (Belo Horizonte, 10 de agosto de 1977) é uma jornalista e apresentadora de notícias brasileira.

## Biografia
Em 2000, graduou-se em comunicação social com ênfase em jornalismo no Centro Universitário de Belo Horizonte. Treze anos depois, concluiu sua pós-graduação na Pontifícia Universidade Católica de Minas Gerais.
Após passar por várias emissoras de televisão, entrou na TV Globo Minas em 2011, onde apresentou seu telejornal local, o Bom Dia Minas eventualmente até 2017, quando foi efetivada junto com Gabriel Senna, substituindo Elisangela Colodeti, que deixou a emissora após não conseguir mudar de horário para apresentar o telejornal.
Chegou a apresentar as notícias locais do Bom Dia Brasil em agosto de 2019 e foi substituída por Juliana Perdigão. Em 30 de setembro de 2019, Mara deixou o Bom Dia Minas para apresentar o MGTV 2.ª edição, que até então era apresentado por Vivian Santos, que saiu da emissora para dedicar-se a outros projetos.
Em outubro de 2020, a apresentadora anunciou que estava esperando o seu primeiro filho, fruto da relação com o policial militar Hercules Freitas.